# Santa Bárbara de Heredia
Santa Bárbara, communément appelé Santa Bárbara de Heredia, est l'un des six districts du canton de Santa Bárbara, située dans la province Heredia, Costa Rica, elle est le chef-lieu de la municipalité de Santa Bárbara, C'est un important centre commercial et de transport, à environ 10 km de la capitale provinciale de Heredia et à 7 km de la capitale provinciale d'Alajuela, il couvre une superficie de 1,27 km2, pour une population de 5 944 habitants en l'an 2001, le district culmine à 1 140 mètres d'altitude ,,.

## Histoire
Avant l'arrivée des colons espagnols, Santa Bárbara était à l'origine occupée par les Huetares (en), une tribu indigène. Le roi Huetare, Cacique Garabito, a dominé la région. Lorsque les Espagnols sont arrivés, ils appelaient à l'origine la région Churruca ou Surruco. Heredia, Barva et Alajuela, trois villes voisines, ont été peuplées et installées à la fin des années 1700. Au fur et à mesure que le commerce augmentait entre les trois villes, le canton s’est développé comme un point de passage . Bien que toujours communément appelé Churruca ou Surruco, le nom de la municipalité et du canton de Santa Bárbara a été mentionné pour la première fois dans des documents de 1821.
La zone actuelle de l'emplacement de Santa Bárbara était le centre approximatif des quatre districts de la région et un petit ermitage y fut construit en 1837. En 1846, 1 500 personnes vivaient dans le canton de Santa Bárbara. Avec un prêtre en visite tous les dimanches, Pedro Saborío, résident de San Pedro de Santa Bárbara, a proposé de la construction d'une église catholique près de la place actuelle en 1852. En 1859, Monseñor Joaquín Anselmo Llorente y Lafuente, l'évêque de San José, a commencé la construction d'une cathédrale à son emplacement actuel.
Le district de Santa Bárbara a été officiellement formé en décembre 1848 en tant que paroisse religieuse, reconnue par le gouvernement national. En 1855, Florentino Cortés devient le premier maire du district. En septembre 1889, la ville de Santa Bárbara est officiellement fondée. Elle a d'abord été classée co, , e ville, mais est devenue une vraie ville à mesure que la population augmentait.
La première école publique de Santa Bárbara a ouvert ses portes en 1860 avec comme enseignant le cordonnier Tomás Redondo. Le premier enseignant officiel était Diego Trejos.
En 1896, le premier éclairage électrique arrive dans le district. Une centrale hydroélectrique a été construite le long de la rivière Porrosatí, à la frontière des districts de Santa Bárbara et San Juan en 1914. En 1911, des conduites d'eau courante ont été installées à Santa Bárbara.

## Géographie
Santa Bárbara couvre une superficie de 1,27 km2. L'altitude est d'environ 1 140 mètres,.
Santa Bárbara se trouve dans la Cordillère centrale. Comme une grande partie du Costa Rica, Santa Bárbara fait partie d'une zone à haut risque, selon la Comisión Nacional de Prevención de Riesgos (Commission nationale de prévention des risques),. Cela est dû, essentiellement, à la géographie montagneuse du district, qui peut entraîner des glissements de terrain et des inondations.
La rivière Potrerillos traverse le côté nord-ouest du district tandis que la Quebrada Cruz est la frontière entre Santa Bárbara et le district de San Juan de Santa Bárbara.

## Démographie
Pour le Recensement 2011, Santa Bárbara comptait une population de 5 944 habitants
| 1864  | 1883 | 1892 | 1927 | 1950  | 1963  | 1973  | 1984  | 2000  | 2011  |
| ----- | ---- | ---- | ---- | ----- | ----- | ----- | ----- | ----- | ----- |
| 1 762 | 638  | 688  | 900  | 1 126 | 1 648 | 2 496 | 3 667 | 5 452 | 5 944 |

## Éducation
L'école élémentaire de la municipalité de Santa Bárbara porte le nom de l'ancien chef de l'État Juan Mora Fernández. Il a été construit en 1951 sur le côté ouest de la place. Le lycée, Liceo de Santa Bárbara, a été créé en 1973 en utilisant les installations de Juan Mora Fernández, mais il a ensuite déplacé à 800 mètres de la place centrale.
La bibliothèque de Santa Bárbara a ouvert ses portes en 1981. Pour des raisons budgétaires, il a été fermé en 1995, mais de nouveau ouvert en 2001.

## Culture
Il y a une branche du Consejo de la Persona Joven (Conseil des jeunes) à Santa Bárbara. Le Conseil des jeunes organise des activités et des groupes, comme le United Canton Band.
La municipalité entretient deux cimetières. Le cimetière à la périphérie ouest contient à la fois des tombes et des parcelles funéraires. De nombreuses tombes ont des monuments néoclassiques.

## Économie
En tant que centre commercial du canton, il existe de nombreuses entreprises commerciales dans la commune. Les plus grandes entreprises comprennent un supermarché  et un magasin d'électroménagers. Plusieurs banques sont à quelques rez de chaussée de maisons de la place centrale de Santa Bárbara, y compris Banco Popular, Grupo Mutual Alajuela et Banco Nacional.
La municipalité de Santa Bárbara est considérée comme une communauté de dortoirs. La plupart des habitants se rendent à Alajuela, Heredia, Belén et San José pour travailler.
Entre autres objectifs, le canton de Santa Bárbara a prévu en 2010 de consolider les infrastructures de Santa Bárbara. Il y a des plans pour améliorer le marché agricole du district, situé à deux blocs au nord de la place centrale. Il est également prévu de créer une "Casa de Arte y Cultura" (Maison de l'Art et de la Culture).

## Sports

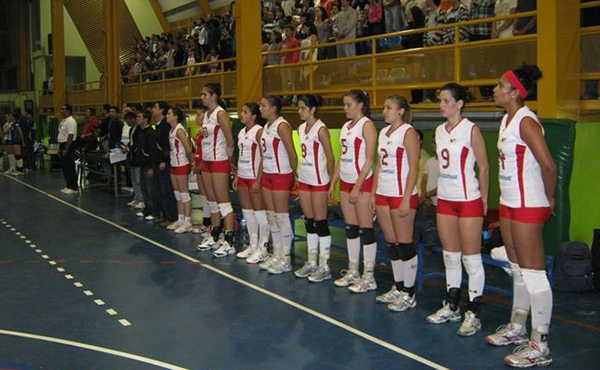
Association sportive de volley-ball de Santa Bárbara (ASBAVOL), 2011, avant le match contre l'Universidad de Costa Rica

La municipalité abrite également l'Asociación Deportiva Barbareña de Voleibol (ASBAVOL) (Association sportive de volleyball de Santa Bárbara), l'un des clubs de volleyball les plus prospères du pays. ASBAVOL a été fondé en 1992 par l'ancien footballeur Julio Alfaro. Depuis 2005, l'équipe d'association de première division de l'ASBAVOL a remporté le championnat national à cinq reprises (2005, 2007, 2008, 2009 et 2010), ainsi que huit médailles d'or aux Juegos Deportivos Nacionales (Jeux sportifs nationaux) (2002, 2004, 2007, 2008, 2011, 2012, 2013, 2014),. L'équipe étudiante d'ASBAVOL a remporté la médaille d'or aux Juegos Deportivos Estudiantiles (Jeux sportifs nationaux des étudiants) 13 fois depuis 1996 (1996, 1997, 1998, 2002, 2003, 2004, 2006, 2007, 2008, 2009, 2010, 2011, 2012 et 2013) ) et deux fois aux Juegos Deportivos Estudiantiles Centroamericanos (Jeux sportifs des étudiants d'Amérique centrale) en 2010 et 2013. En outre, ASBOVAL a aligné des équipes de championnat dans d'autres divisions de jeunes. Les joueuses d'ASBAVOL jouent régulièrement pour l' Équipe du Costa Rica féminine de volley-ball . La salle de sport d'El Liceo de Santa Bárbara accueille de nombreux matchs de volley-ball.
À partir de 1943, le Club Sport Barbareño a représenté Santa Bárbara dans la première division de la ligue nationale de football. L'équipe a changé son nom en Asociación Deportiva Barbareña (Association sportive de Bárbara) en 1984. L'équipe joue au sein du championnat du Costa Rica de football  . Entre 1962 et 1975, c'était une équipe de troisième division. Entre 1975 et 1981, ainsi que 1993 et 1997, c'était une équipe de deuxième division. Entre 1997 et 2004, c'était une équipe de première division.  En 2004, l'équipe a été vendue et transférée à Puntarenas, devenant le Puntarenas FC .  Il évolue actuellement en troisième division au stade Carlos Alvarado Villalobos de Santa Bárbara, qui accueille 1 500 spectateurs.
Une autre équipe de la municipalité était le Deportivo Machado FC  Bien qu'ils aient été rivaux des années 1950 aux années 1970, Asociación Deportiva Barbareña a absorbé les joueurs de Machado lorsque l'équipe s'est repliée au milieu des années 1980.